# Stemma del Baden

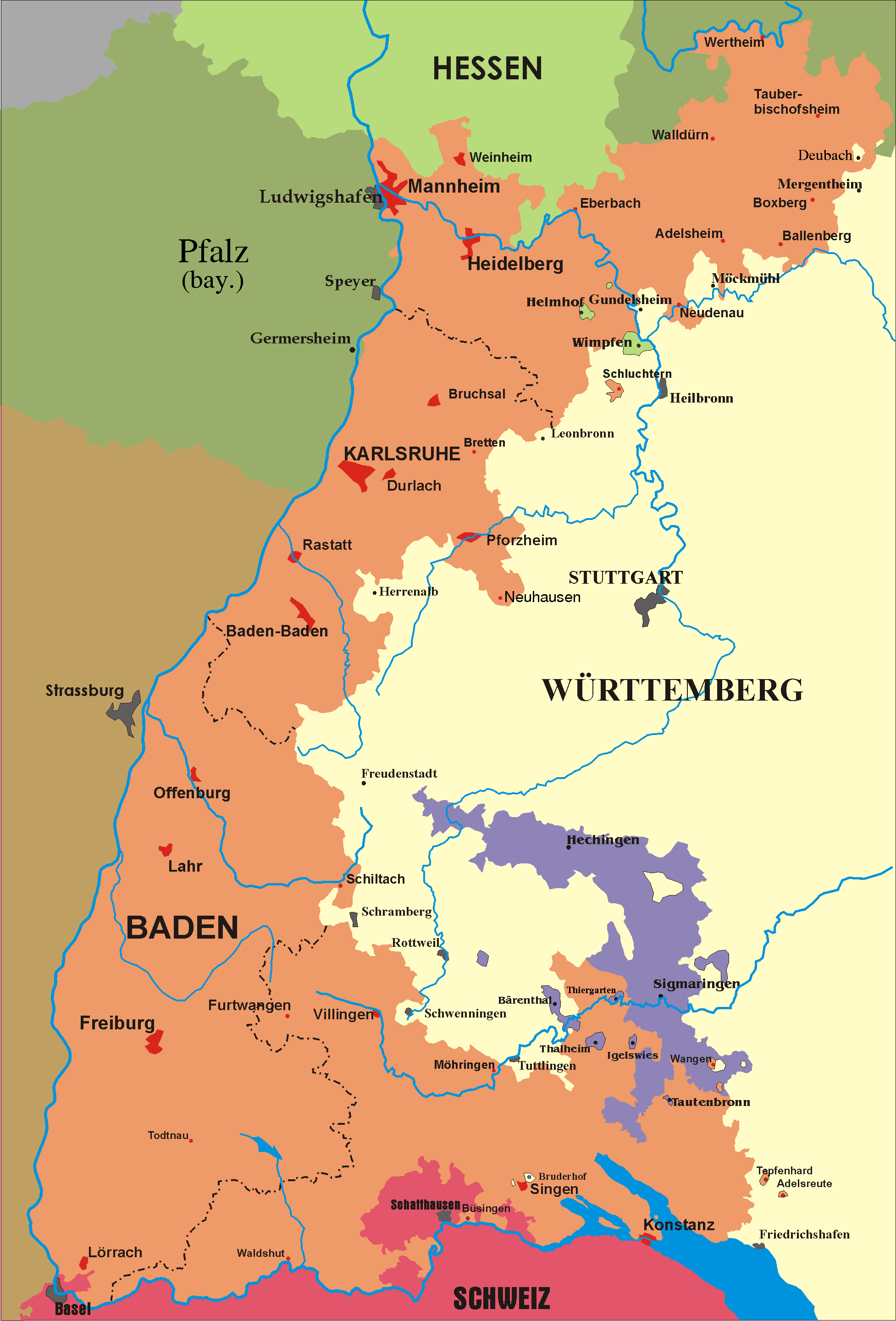
Lo stato storico del Baden, attuale parte del Baden-Württemberg, Germania

Lo stemma del Baden deriva dallo stemma personale dei margravi e granduchi di Baden, tradizionali signori della regione. A seguito della rivoluzione e dell'abolizione della monarchia nel 1918, le armi ed i grifoni di supporto vennero usurpati dalla nuova repubblica popolare sorta nel paese.
Il Baden entrò nella Repubblica di Weimar l'anno successivo alla rivoluzione, e successivamente ebbe ulteriori notevoli cambiamenti con la Seconda guerra mondiale. Attualmente lo Stato è parte dello Stato federale del Baden-Württemberg in Germania, dove il suo stemma si può ancora ammirare nello Stemma del Baden-Württemberg.

## Storia
La casa di Baden come ramo minore della Casa di Zähringen, imparentata con gli Hohenstaufen, venne fondata da Ermanno I di Baden, marchese di Verona, figlio di Bertoldo I di Carinzia, nell'XI secolo. Lo stemma della casata di Zähringen riportava le stesse tinture della casa di Baden, anche se rappresentavano semplicemente un'aquila rossa su sfondo oro. La prima rappresentazione dello stemma moderno bandato è datata al 1243, ma potrebbe essere stata utilizzata anche prima. L'Armoriale Wijnbergen, compilato tra il 1265 ed il 1270, elenca lo stemma de "le margreue de badene" come "d'or à la bande de gueules."  I grifoni di supporto vennero aggiunti dal margravio Filippo I nel 1528.

## Stemmi
|                                         |                               |                               |                         |                             |
| Stemma piccolo del Baden usate dal 1243 | Granducato di Baden 1808-1918 | Repubblica di Baden 1918-1945 | Baden del Sud 1945-1952 | Baden-Württemberg 1954–oggi |